# Левинский, Алексей Александрович
Алексе́й Алекса́ндрович Леви́нский (род. 28 июля 1947 года, Москва, СССР) — советский и российский актёр, педагог, театральный режиссёр, театральный художник, заслуженный артист Российской Федерации (2014), лауреат Государственной премии России (2002).

## Биография
Алексей Левинский родился 28 июля 1947 года в Москве в семье актёров. Отец: Левинский, Александр Петрович — директор Московского театра Сатиры; мать: Грановская, Ганна Алексеевна — актриса, поэтесса, музыкант, автор песен. Тяга к творчеству, к театральным постановкам проявилась у Алексея ещё в школьные годы — им был поставлен спектакль по роману Гарриет Бичер-Стоу «Хижина дяди Тома»
В 1969 году окончил актёрский факультет Школы-студии МХАТ (курс В. Маркова).
Первой постановкой Левинского является дипломный спектакль «Мещанская свадьба» Бертольта Брехта (1968).
В 1969—1987 гг. являлся актёром Московского театра сатиры.
В 1971—1975 гг. занимался биомеханикой под контролем актёра Н. Г. Кустова. Также Алексей Александрович проводил экспериментальную работу вместе с группой актёров различных театров Москвы.
В конце 1970-х годов в полупрофессиональном Студенческом театре при старом здании Московского университета (на Моховой улице) поставил силами студентов и пришедших с ним профессиональных артистов спектакль «Гамлет» Шекспира, сам же исполнив заглавную роль.
Вот что говорил о Левинском А. Демидов: 

 — Опыты Левинского тяготеют к камерности… это искусство малых форм… Ему нужен лишь повод к игре — общая тема, набросок ситуации, которые можно развивать уже в процессе сценического действия средствами актёрской фантазии при достаточно жёсткой по заданиям и рисунку режиссуре.
— www.kino-teatr.ru/kino/acter/m/ros/38979/bio/
С 1978 года Алексей Александрович являлся основателем и художественным руководителем студии «Театр».
В 1979 году окончил высшие режиссёрские курсы при ГИТИС.
С 1987 года является режиссёром Московского театра имени М. Н. Ермоловой.
В 1989 году Левинский сыграл Цинцинната в спектакле Валерия Фокина «Приглашение на казнь», поставленному по Владимиру Набокову. Вот что говорил об этой роли Д. Годер:

 — Цинциннат в исполнении Алексея Александровича был не просто самым живым, а единственным — думающим в городе кукол, где раздвоившиеся лица дублируют друг друга в своём наивном идиотизме, наивном коварстве и лести. Его герой с глуховатым голосом, почти без интонаций, говорящий всё об одном, пытаясь докопаться до смысла, до причины, до первоистока, стремящийся додумать свою главную мысль, возвращаясь по кругу к одному и тому же.— www.kino-teatr.ru/kino/acter/m/ros/38979/bio/
В 1990-е годы Левинский преподаёт биомеханику в Австрии, Великобритании и США.
В 2001 году был членом жюри национальной театральной премии Золотая маска.
Также Алексей Александрович работает в зарубежных странах.

## Творчество

### Московский академический театр сатиры

#### Роли
- «Затюканный апостол» А. Е. Макаёнка — Сын
- «Темп-1929» Н. Ф. Погодина — Максим
- «Мамаша Кураж и её дети» Б. Брехта — Эйлиф
- «Ревизор» Н. В. Гоголя — Двойник Городничего
- «Горе от ума» А. С. Грибоедова — Репетилов
- «Тени» М. Е. Салтыкова-Щедрина — Князь Тараканов

### Студия «Театр»

#### Постановки
- 1979 — «Гамлет» по Шекспиру
- 1983 — «В ожидании Годо» по Сэмюэлю Беккету[5]
- 1985 — «Записки одного лица» по Ф. М. Достоевскому (моноспектакль)
- 1989 — «Трёхгрошовая опера» Б. Брехта
- 1990 — «Звук шагов» по произведениям Сэмюэля Беккета («Последняя лента Крэппа», «Звук шагов», «Развязка»)
- 1994 — «Дисморфомания» по В. Г. Сорокину
- 1996 — «Гувернёр» по Я. Ленцу
- 1998 — «Игра» по Сэмюэлю Беккету

#### Роли
- «Гамлет» Шекспира — Гамлет
- «Записки одного лица» по Ф. М. Достоевскому — 1-я часть — Бобок, 2-я — Чёрт

### Московский драматический театр имени М. Н. Ермоловой

#### Постановки
- 1991 — «За чем пойдешь, то и найдёшь» по А. Н. Островскому.
- 1992 — «Воспитанница» по А. Н. Островскому
- 1995 — «Мнимый больной» по Мольеру
- 1998 — «Дон Жуан» по Мольеру.
- 1998 — «Медведь» по А. П. Чехову
- 1998 — «Предложение» по А. П. Чехову
- 2000 — «Вишнёвый сад» по А. П. Чехову
- 2003 — «Женитьба» Н. В. Гоголя[5][7]
- 2007 — «Хозяйка анкеты» Вячеслава Дурненкова[8]
- 2009 — «Свадьба Кречинского» Сухово-Кобылина[9]

### Московский театр «Около дома Станиславского»

#### Постановки
- 1997 — «Конец игры» по Сэмюэлю Беккету
- 1998 — «Скупой» по Мольеру.
- 2009 — «Про всех падающих» по Сэмюэлю Беккету[10]

#### Роли
- 2000 — «Нужна трагическая актриса» по пьесе А. Н. Островского «Лес» — Несчастливцев

### Зарубежные работы

#### Постановки
- 1993 — «Балаганчик» по А. А. Блоку
- 1996 — «Игроки» Н. В. Гоголя

### Работы на радио
- «Последняя лента Крэппа» по Сэмюэлю Беккету (моноспектакль)

### Экспериментальные работы

#### Роли
- «Балаганчик дона Кристобаля» по Федерико Гарсиа Лорка — Дон Кристобаль
- «Золотой осёл» по роману Метаморфозы Апулея — Жорж Данден
- «Слонёнок» по Бертольду Брехту — банановое дерево-судья джунглей
- «В ожидании Годо» по Сэмюэлю Беккету — Владимир

### Роли в кино
- 1970 — Московский театр Сатиры на экране («Затюканный апостол») — Сын
- 1976 — Пощёчина (фильм-спектакль) — Алексей
- 2011 — Огни притона — Адам

### Режиссёрские работы
- 1986 — Ворон (фильм-спектакль)
- 1999 — Анджело (фильм-спектакль)

## Признание и награды
- Заслуженный артист Российской Федерации (4 июня 2014) — за достигнутые трудовые успехи, значительный вклад в социально-экономическое развитие Российской Федерации, заслуги в гуманитарной сфере, активную законотворческую и общественную деятельность, многолетнюю добросовестную работу[11]
- Государственная премия Российской Федерации в области литературы и искусства (2002)[5]